# Чегодаев, Александр Владимирович
Князь Алекса́ндр Влади́мирович Чегода́ев (1869 — после 1927) — русский хирург из рода Чегодаевых.

## Биография
В 1889 году окончил Нижегородский дворянский институт, в 1896 — медицинский факультет Московского университета.
С 1900 года занимался частной хирургической практикой в Москве; в конце 1903 года в доме Чегодаева была проведена операция русскому живописцу Валентину Серову по поводу перитонита. Кроме того, оперировал в Пресненско-Рогожской лечебнице св. Софии для бедных. 4 июня 1907 года он открыл в собственном доме (Гагаринский переулок, 37) хирургическую лечебницу, включавшую амбулаторию (на 1-м этаже) и стационар на 10 коек (на 2-м этаже). От неё отсчитывает свою историю Пироговский центр.
В 1914 году А. В. Чегодаев был произведён в чин статского советника.
После Октябрьской революции работал ординатором хирургического отделения Первой Градской больницы.

## Источник
- Шевченко Ю. Л., Козовенко М. Н. От хирургической лечебницы князя Чегодаева к московскому клиническому комплексу Национального пироговского центра // Вестник Национального медико-хирургического центра им. Н. И. Пирогова. — М., 2007. — Т. 2. — № 1. — С. 3—5.